# Ruen (huyện)
Ruen là một huyện thuộc tỉnh Burgas, Bungaria. Dân số thời điểm năm 2001 là 28833 người.